# 國民旅遊卡
國民旅遊卡，簡稱國旅卡，首創於2003年，為臺灣獨特且涉及層面廣泛複雜的信用卡種類、發行制度、政府公務員休假措施、公務員薪給發放及政府補助財政制度。其法源依據為中華民國行政院訂定發布的《行政院及所屬各機關公務人員休假改進措施》，以公務人員14天的不休假加班費來補助觀光產業。

## 概要
國民旅遊卡本身除了正面標示為國民旅遊卡及Taiwan圖像文字標誌外，與其他信用卡大致相同。不過，國民旅遊卡申請持用者通常為公務人員，使用目的都是為了方便向其服務機關申請「強制休假」後的旅遊花費補助，這項補助稱為「國民旅遊補助費」。每年持用相關國民旅遊卡及適用該補助制度的人員包含了全中華民國政府的公務員、工友及公立學校的校長、專任教師兼主任、專任教師兼組長、職員，人數約48萬名，而消費金額與政府補助金額約每年新臺幣76億元；若包含其他相關花費，國民旅遊卡可創造高達一年新臺幣100億元以上的周邊消費。
許多民眾認為以「補助」為名的國旅卡是公務員福利，但公務員加班費不只實質減少、還被限制使用用途，且當年度不使用還會清算歸零，所以許多公務員呼籲廢除，應回歸跟《勞動基準法》一般的不休假加班費，才不會限縮加班費用途，可像薪水一般正常使用。但政府為避免增加國家財政支出而不願廢止。

### 休假
以中華民國公務員為主要發行對象的國民旅遊卡，其核發、使用、信用額度計算均與一般信用卡相同。雖某程度上可視為公務卡，但是性質極不相同。國民旅遊卡的發行主要目的為便於公務人員向政府申請強制休假後的旅遊花費補助，而此間強制休假與補助措施，與1947年頒布且多次修改的《公務人員請假規則》相關。
根據《公務人員請假規則》內文所示，中華民國公務人員只要連續服務一段時間後，即可獲得除了周六、周日與國定假日之外，一年7日至30日的不扣薪休假。其中，區分是服務滿1年者為7日，滿3年為14日，滿6年為21日，滿9年為28日，滿14年以上則為30日。此公務員的不扣薪的休假規則，一般認為優於現行《勞動基準法》的請假規則。另外，初始訂定的該請假規則也比照《勞基法》，若符合休假資格的公務員因故未將應休假的天數休畢，於次年年初，所屬單位需以「日薪」乘以「未休畢天數」的金額，於原有薪給外再發給予相關公務人員，稱為「不休假加班費」。舉例，若某公務員服務年滿廿年，日薪折算為每日2,000元新臺幣（約63美元），應休天數為30日/年，但年度因故只休假10日，未休畢假日為20日。依此例，政府需於次年年初發給該公務員約新臺幣40,000元（2,000日薪*20天數）的不休假加班費。
1998年3月26日，為了鼓勵公務人員休假與節省公庫支出，考試院與行政院令，修正發布《公務人員請假規則》第3條：除業務性質特殊之機關外，公務員每年至少應休假14日，未達休假14日資格者應全部休畢，此制度則簡稱為「強制休假」。為了避免相關公務員反彈與「變相減薪」之嫌，該修正同時，行政院並以行政命令方式規定，強制休假制度實施後，強制休假部份改為休假補助，強制休假以外的休假改以不休假加班費或超過14日之休假補助，也就是原本加班費2,000元左右變成只能領1,143元（打55折左右，約等同107年最低基本工資日薪1,120元，將低於108年最低基本工資1,200元）。

## 發行
2000年，政府將14日強制休假的不休假加班費改為補助名義發給，並以新臺幣16,000元定額取代原有14日日薪金額（未具休假14日資格者，其全年最高補助總額按所具休假日數依比例核發，以每日新臺幣1,143元計算），除此，並以新臺幣日薪600元補助於強制休假外的休假日數。比如，若具有30日休假資格的中華民國公務員，若該年度強制休假14日，一般休假10日，未休畢天數為6日，則除了獲得16,000元的強制休假補助外，還可獲得一般休假補助費新臺幣6,000元（一般休假日數×新臺幣600元定額）與其餘6日日薪的不休假加班費。2001年－2002年，則又將強制休假補助以發票金額實報實銷。
2003年，中華民國公務人員強制休假補助再度改以持用國民旅遊卡消費方式報銷。推行其目的在於鼓勵臺灣公務人員利用休假及信用卡消費從事於中華民國境內跨縣市的國內旅遊，也促進台灣觀光事業與經濟景氣復甦。而該變革的主要原理，是將本有的補助，結合信用卡的額度與消費方式來取代。另外，除一般休假的600元補助或強制休假以外，未休畢天數的「不休假加班費」薪給制度則維持不變。
政府為了因應節省加班費，強制把14天的不休假加班費設定上限最多為16,000元，換算為每日1,143元（約等同107年最低基本工資時薪140×8=1,120元），只要再少23元就跌破最低基本工資（108年將低於最低基本工資150×8=1,200元），並限定消費用途一定得使用在觀光旅遊或是國旅卡商店，等於同時限制加班費的上限以及使用方式，讓其採56折計算，並限制去特定的店家跟旅遊業消費，以此節約經費跟促進觀光。

## 使用方法

國民旅遊卡特約商店第一代標誌

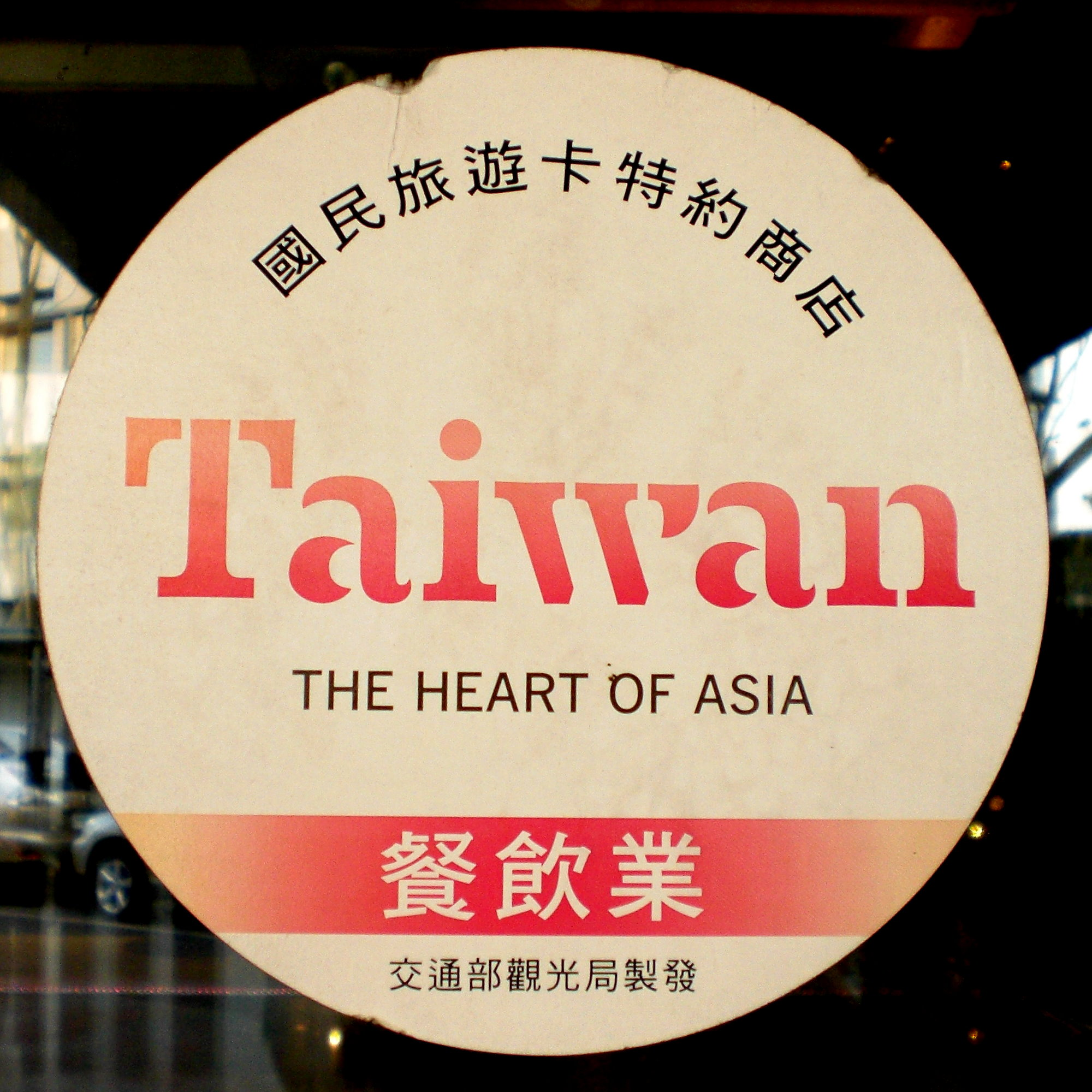
國民旅遊卡特約商店第二代標誌

《行政院及所屬各機關公務人員休假改進措施》規定，國民旅遊卡持卡臺灣公務人員在應休畢日數（依年資累計，最高為14日）內，須於週一至週五休假期間，以國民旅遊卡前往服務機關所在地以外之其他直轄市或縣市，「異地隔夜」且在「國民旅遊卡特約商店」刷卡消費，並採「實報實銷」方式，始得按消費之金額，核實補助，全年最高以補助新臺幣16,000元為限（應休畢日數×1,143元）；未以上述方式消費或持用國民旅遊卡方式刷卡消費者，不予補助。也就是，公務人員使用國民旅遊卡須兼具上述「休假」、「異地」、「隔夜」及「以國民旅遊卡在特約商店消費」等要件規定，消費交易始得請領強制休假補助費。自民國97年起，取消上述「異地」、「隔夜」之限制，改為休假當日至特約商店消費即可請領休假補助費，並將原消費金額乘以1.25倍之補助方式改為除旅行業、旅宿業、觀光休閒業三類特約店可請領消費金額之2倍補助以外，其餘類別之特約店以消費金額實報實銷。而自原異地隔夜之限制取消後，為配合於連續假期（週六至週日、年假等國定假日）之消費，改為需於國定假日前或後一日申請休假，並於休假當日有至少一筆旅行業、旅宿業、觀光休閒業（三者擇一）之特約店消費，方得併計假日於特約店消費之金額請領補助。其中，可供公務員購物並申請補助的觀光地區國民旅遊卡商店，以2005年度為例，約有19,300家。

### 發卡銀行
- 玉山銀行
- 聯邦銀行
- 兆豐銀行

### 金額
約為新臺幣76億元。

### 主要的注意事項

#### 補助使用範圍
以在國民旅遊卡特約商店之刷卡消費為限。

#### 繳費
公務人員當月持卡消費帳單款項，帳款納與帳單款項，權利義務與一般信用卡相同。

#### 各機關與發卡銀行核對
由「公務人員強制休假補助費檢核系統」負責。

#### 補助程序
消費、檢核、疑義處理、休假補助費撥付。

## 批評與爭議
國民旅遊卡的使用有諸多難以理解的限制，又被稱加班費卡（被限制用途的加班費），對於休假旅遊的公務人員不夠便利，也肇生多件涉及詐欺及偽造文書的案件。
公務員也批評，原本領取不休假加班費可自由運用，如今不休假加班費卻被挪用、添加限制，只能去特定店家消費，且獨厚旅遊業，權利遭到限縮，加班費也被打折，因此希望廢除國旅卡、恢復成原本可自由使用的加班費。

### 假消費
「假消費、真領款」是最常見的國民旅遊卡詐欺手法，是用虛假消費來詐領國民旅遊補助費。以基隆市愛三路「國泰銀樓」的詐欺手法為例：
公務員在國泰銀樓刷國民旅遊卡，但並未購物。若其補助費為16,000元，銀樓負責人就刷17,600元（其中1,600元為銀樓負責人的佣金）。銀樓負責人開出虛假消費單據，交給公務員作為請領國民旅遊補助費之用。 公務員手持銀樓負責人開出的虛假消費單據，向其服務機關的會計人員核銷，請領國民旅遊補助費16,000元。交通部觀光署承辦人員核對銀行交易紀錄與各單位請領國民旅遊補助費單據，發現交易不實，向法務部調查局各縣市調查站舉報，揭發虛假消費。

### 存廢檢討
1. 因國民旅遊卡常有購物私用、假單據詐領的弊案，國家發展委員會正在通盤檢討國旅卡是否達到促進觀光、刺激消費的效益後，決定其存廢[5][6]。
2. 2016年12月行政院強制公務員的「國民旅遊卡」一半金額要花在國內團體旅遊，政委張景森在臉書上解釋「國旅卡變成公務員購物卡」，原來政府推行國旅卡取代不休假加班費，不僅加班經費變相打折還限制使用用途，因此不少公務員希望，政府乾脆把國旅卡收回去，還他們14天不休假加班費。[7]
3. 現行《勞基法》規定，僱主要求員工加班須事前取得勞工同意，加班費也須加成發給，每天加班前2小時可加領1.33倍薪資，第3、4小時可領1.66倍薪資，每天工作以12小時為限。公職目前僅有1倍薪（通常有預算限制，不一定能申請到），或是僅能補休的制度。[8]
4. 而特休假在勞工部分，《勞動基準法》第38條第1項也有相類似規定，勞工特休假最高也是30日；勞工如果未休特休假，依同法條第4項，雇主應按未休日數發給工資。也就是勞工是否休特休假，端視勞工自己的意願，如果不休特休假，雇主就要按照勞工未休日數發給工資。就保障勞工休假權（包含休假及不休假的權利）而言，這規定確實合理而正當。也代表勞工有權力主張將特休假換算為加班費工資。但政府為了因應節省加班費，強制把14天的加班費設定上限最多為16,000元，換算為每日1,143元（約等同107年最低基本工資時薪140*8=1,120元），只要再少23元就跌破最低基本工資，並限定消費用途一定得使用在觀光旅遊或是國旅卡商店，等於同時限制加班費的上限以及使用方式。以至於公務員本身極端反對此規定如何使用加班費以及變相把薪資自動打折的制度，要求恢復成原本能正常自由使用的加班費[9]。
5. 國發會日前邀集行政院人事行政總處、交通部觀光署及經濟部中小企業處等研商後，若照勞基法一樣完整發放未休特休假的不休假加班費，政府一年將增加27億元加班費，為了節省給公職的經費，以及考量提振國內觀光、帶動消費的效果，因此現行階段不考慮恢復公務員正常加班費額度（現行約發放75%接近79億，完整發放須補足額外25%會讓國家每年多支出27億左右），也就是用國旅卡名義可維持讓公職加班費採75折計算，因此國旅卡制度先予以保留以節省開銷，這也是當初國旅卡設立的目的（又稱為加班費強制打折消費卡或公務員圖利旅遊業卡），限縮公務員原本可申請不休假加班費權利（假如原本日薪2,000元，14日=28,000減成16,000元，少發放12,000元），去節省國家經費支出跟鼓勵發展觀光[10]。

## 外部連結
- 國民旅遊卡